# Ludwig Simonis
Martin Ludwig Gottfried Vollrath Simonis (* 13. Dezember 1826 in Güstrow; † 7. Februar 1890 in Lübz) war ein deutscher Verwaltungsjurist und Richter in Mecklenburg. Jahrzehntelang war er Bürgermeister von Lübz.

## Leben
Ludwig Simonis war der Sohn des Güstrowers Kaufmanns Heinrich Wilhelm Simonis (1788–1871) und dessen Frau Louise Friederica Christiana geb. Willert (1783–1850). Sein Großvater war der Güstrower Kaufmann und Stadtbuchhalter Carl Ludwig Simonis (1753–1826).
Nach dem Ostern 1847 an der Domschule Güstrow erlangten Abitur begann er an der Ruprecht-Karls-Universität Heidelberg Rechtswissenschaft zu studieren. Noch im selben Jahr wurde er (wie Otto von der Heyden-Rynsch) im Corps Vandalia Heidelberg recipiert. Als Inaktiver wechselte er an die Friedrich-Wilhelms-Universität zu Berlin und die heimatliche Universität Rostock (1849/50). Im Anschluss an das im Mai 1854 bestandene Advokatenexamen ließ sich Simonis bis zur Absolvierung des Richterexamens in Rostock nieder.
Er wurde im Januar 1858  zum Senator in Bützow berufen, aber schon im September 1858 zum Bürgermeister von Lübz gewählt. Bis 1879 war er dort gleichzeitig Stadt- und Polizeirichter. In seiner 31-jährigen Amtszeit hatte er maßgeblichen Anteil an der Entwicklung von Lübz zu einer kleinen Industriestadt. Es erfolgte beispielsweise der Bau der Chaussee nach Goldberg (1860–1862). 1877 gründete August Krüger die Mecklenburgische Brauerei Lübz, 1878 erschien das „Lübzer Wochenblatt“, die erste Lübzer Zeitung, 1881 wurde eine Sparkasse eingerichtet und 1882/83 wird durch den Marien-Frauen-Verein das Krankenhaus gebaut. 1885 bekam Lübz Anschluss an die Mecklenburgische Südbahn. 1889 wurde eine Molkerei gegründet.
Am 7. September 1860 heiratete Simonis Luise Christine Wilhelmine Julie Peters (1832–1906), Tochter des Brüeler Senators und Arztes Wilhelm Peters (1794–1861). Sie bekamen die Kinder Clara (1861–1927), später verheiratete Eichbaum, und Heinrich (1866–1918), den späteren Bürgermeister von Goldberg. Ludwig Simonis erhielt im Februar 1878 (wie die meisten mecklenburgischen Bürgermeister) den Titel Hofrat. Er starb 63-jährig im Amt.